# Hafia Football Club
L'Hafia Football Club (precedentemente Conakry II) è una società calcistica guineana con sede a Conakry. Nella stagione 2016-2017 ha partecipato alla Guinée Championnat National, la massima serie guineana.
È una delle squadre più titolate dell'intero continente africano: ha infatti vinto tre Coppe dei Campioni d'Africa e 15 campionati nazionali, oltre a tre Coppe di Guinea.

## Palmarès

### Competizioni nazionali
- Campionato guineano: 16

1966, 1967, 1968 (come Conacry II), 1971, 1972, 1973, 1974, 1975, 1976, 1977, 1978, 1979, 1982, 1983, 1985, 2023
- Coppa di Guinea: 3

1992, 1993, 2002

### Competizioni internazionali
- CAF Champions League: 3

1972, 1975, 1977

### Altri piazzamenti
- Campionato guineano:

Secondo posto: 2017-2018, 2018-2019
- CAF Champions League:

Finalista: 1976, 1978
Semifinalista: 1969